# Hartmut Freytag
Hartmut Freytag (* 18. März 1941 in Lübeck) ist ein deutscher Germanist  und emeritierter Hochschullehrer.

## Leben
Hartmut Freytag studierte deutsche, lateinische und mittellateinische Philologie an den Universitäten Hamburg, Wien, Bonn, Kiel und Münster. 1967 legte er das Staatsexamen in den Fächern Deutsch und Latein ab. Im Folgejahr wurde er an der Universität Münster mit einer Dissertation zum Thema Kommentar zur frühmittelhochdeutschen Summa Theologiae zum Dr. phil. promoviert. Freytags Habilitation erfolgte Anfang 1978 an der Universität Hamburg. Er lehrte und forschte an den Universitäten Münster, Köln, München und Hamburg; zuletzt lehrte er am Institut für Germanistik I der Universität Hamburg ältere deutsche Literatur. Zum 1. April 2006 wurde er emeritiert.
Freytag ist verwitwet und war bis zu deren Tod mit der Kunsthistorikerin Hildegard Vogeler verheiratet.

## Veröffentlichungen (Auswahl)
- Kommentar zur frühmittelhochdeutschen Summa Theologiae (= Medium aevum: philologische Studien, ZDB-ID 503216-7 19). Fink, München 1970 (zugl.: Münster (Westf.), Univ., Diss., 1968).
- mit Wiebke Freytag: Zum Natureingang von Wolframs von Eschenbach Blutstropfenszene. In: Studii Medievali. [Serie Terza] Band 14, 1973, S. 301–334.
- Die Theorie der allegorischen Schriftdeutung und die Allegorie in deutschen Texten besonders des 11. und 12. Jahrhunderts (= Bibliotheca Germanica: Handbücher, Texte und Monographien aus dem Gebiete der germanischen Philologie, ZDB-ID 9708856 24). Francke, Bern [u. a.] 1982, ISBN 3-7720-1515-8 (zugl.: Hamburg, Univ., Habil.-Schr., 1977/78).
- (Hrsg.): Der Todtentanz in der Marienkirche zu Lübeck. Nach einer Zeichnung von C.J. Milde, mit einem erläuternden Text von W. Mantels. Neudruck der Ausgabe Lübeck: Rathgens 1866, mit einem Nachwort von Hartmut Freytag. Lübeck 1989. Zweite, vermehrte und verbesserte Auflage 1993. Dritte, erneut vermehrte und verbesserte Auflage 1997, ISBN 3-925402-26-8.
- (Hrsg.): Der Totentanz der Marienkirche in Lübeck und der Nikolaikirche in Reval (Tallinn). Edition, Kommentar, Interpretation, Rezeption (= Niederdeutsche Studien Band 39). Böhlau, Köln / Weimar / Wien 1993, ISBN 3-412-01793-0.
- Die Embleme der „Bunten Kammer“ im Herrenhaus Ludwigsburg (Kreis Rendsburg-Eckernförde). Deutscher Kunstverlag, München/Berlin 1994 (= Große Baudenkmäler, ZDB-ID 8417301 497).
- Gesprächskultur des Barock: die Embleme der Bunten Kammer im Herrenhaus Ludwigsburg bei Eckernförde. Ludwig, Kiel 2001, ISBN 3-933598-29-X, 2. überab. Auflage: Ludwig, Kiel 2004.
- mit Uwe Albrecht und Hildegard Vogeler (Hrsg.): Bernt Notke. Das Triumphkreuz im Dom zu Lübeck. Verlag Ludwig, Kiel 2010, ISBN 978-3-86935-033-2.